# Sveriges ambassad i Wellington
Sveriges ambassad i Wellington var Sveriges diplomatiska beskickning i Nya Zeeland som var belägen i landets huvudstad Wellington. Beskickningen bestod av en ambassad och ett antal svenskar utsända av Utrikesdepartementet (UD). Ambassaden lades ned 1995.

## Historia
Beskickningen i Wellington inrättades 1949 och upphöjdes till ambassad 1964. Den omfattade konsulaten i Auckland, Christchurch och Dunedin (sedan konsulatet i Wellington nedlagts 1965). Ambassaden las ned 1995 och Wellington sidoackrediterades från Canberra. Motivet till nedläggningen var besparingsskäl. Ansvaret för Nya Zeeland togs över av den svenska ambassaden i Canberra. Den svenska ambassadören var även under senare år sidoackrediterad i Fiji, Tonga och Västra Samoa. Idag har Sverige honorärkonsulater i Wellington och Auckland.

## Beskickningschefer
| Namn                  | Period    | Funktion          | Ackreditering                                                            |
| --------------------- | --------- | ----------------- | ------------------------------------------------------------------------ |
| Rolf Arfwedson        | 1949–1951 | Chargé d’affaires |                                                                          |
| Martin Kastengren     | 1951–1957 | Envoyé            |                                                                          |
| Hugo Ärnfast          | 1957–1960 | Envoyé            |                                                                          |
| Olof Ripa             | 1960–1962 | Envoyé            |                                                                          |
| Olof Kaijser          | 1963–1967 | Ambassadör        |                                                                          |
| Karl Henrik Andersson | 1967–1969 | Ambassadör        |                                                                          |
| Carl-Gustaf Béve      | 1969–1971 | Ambassadör        |                                                                          |
| Olof G. Bjurström     | 1971–1974 | Ambassadör        |                                                                          |
| Sten Aminoff          | 1974–1979 | Ambassadör        |                                                                          |
| Gunnar Gerring        | 1979–1982 | Ambassadör        | Sidoackrediterad till Suva, Nuku'alofa och Apia.                         |
| Christer Sylvén       | 1982–1987 | Ambassadör        | Sidoackrediterad till Suva (från 1982), Nuku'alofa och Apia (från 1983). |
| Kjell Anneling        | 1987–1990 | Ambassadör        | Sidoackrediterad till Suva, Nuku'alofa och Apia.                         |
| Hans Andén            | 1991–1993 | Ambassadör        |                                                                          |
| Karin Ahrland         | 1993–1995 | Ambassadör        |                                                                          |
| Göran Hasselmark      | 1995–2000 | Ambassadör        | Sidoackrediterad från ambassaden i Canberra.                             |
| Lars-Erik Wingren     | 2000–2003 | Ambassadör        | Sidoackrediterad från ambassaden i Canberra.                             |